# Sou
Sou (/そう/ hay /そ/, sinh ngày 19 tháng 8 năm 1998) là một nam ca sĩ người Nhật Bản, được biết đến là một utaite. Hoạt động chủ yếu trên Internet, bao gồm Nico Nico Douga và Youtube. Lần đầu ra mắt vào năm 2013.

## Sự nghiệp âm nhạc
Vào tháng 10 năm 2013, khi anh 15 tuổi, anh bắt đầu đăng lên các bản cover Vocaloid và hoạt động như một ca sĩ (utaite) trên nền tảng Nico Nico Douga. Ngày 2 tháng 12 năm 2015, sau khoảng hai năm, anh đã phát hành album đầu tiên của mình - Sou 1st album Suisou Regulus ("水奏レグルス", 水奏: nhạc nước; レグルス(regulus): tên của ngôi sao sáng nhất trong chòm Sư tử, có nghĩa là vị hoàng tử nhỏ, xem thêm Regulus).
Sau đó, anh tiếp tục hợp tác với NayutalieN, Harumaki Gohan và Eve tạo ra nhiều sản phẩm âm nhạc khác. Đồng thời thiết lập đơn vị có tên " Chào mừng trở về nhà "  (おかえりって言え- Okaeritte ie) cùng với Wolpis Carter, Isubokuro và ''Bomberman'' cùng với Ivu, Yukimi, Bee, Meychan và Gain. Cho đến tháng 8 năm 2020, bản cover ''Harehare ya'' (ハレハレャ) đã đạt trên 34 triệu lượt xem trên nền tảng Youtube
Vào tháng 3 năm 2019, Sou đã công bố bài hát đầu tiên do chính anh sáng tác "Fool's Parade" (「愚者のパレード」  /Gusha no pareedo/ - tạm dịch: Cuộc diễu hành của những kẻ ngu ngốc). Tháng Năm năm 2019, tổ chức buổi live một người đầu tiên -"Salir" (Sou 1st One-man Live Salir - ''salir'' : động từ trong tiếng Tây Ban Nha: đi / tiếng Pháp: dơ bẩn) được tổ chức tại Mynavi Akasaka BLITZ . Tiếp đó, vào 31/7/2019, phát hành album thứ hai - Sou 2nd album "Shinsou kara'' (深層から - dịch: Từ sâu)
Tháng 1 năm 2020 (21 tuổi), anh bắt đầu tham gia sáng tác ca khúc chủ đề cho anime, ca khúc đầu tiên có tên ''Mr.Fixer'' - OP cho anime mùa đông ''ID: Invaded''
Ngày 19 tháng 8 năm 2020, phát hành EP đầu tiên - Sou 1st EP "Utopia" bao gồm cả bài hát "Mr. Fixer" và các bài hát hoàn toàn là bài gốc.

## Đời tư
- Sou là một sinh viên khoa học khi còn là sinh viên [4]
- Anh nói rằng: "Tôi không giỏi xuất hiện trước mọi người, vì tôi thật sự là một kiểu người thụ động" - (chia sẻ tại buổi Live Salir)[3], do vậy ban đầu anh không muốn tổ chức One-man Live
- Danh tính và ngoại hình không được tiết lộ trên mạng xã hội

## Về giọng hát và các bản cover
Sou có chất giọng được đánh giá là điềm tĩnh, tươi sáng, ''mát mẻ'' (thường được gọi miêu tả bằng thuật ngữ ''refreshingly''), ''chứa đựng nhiều cảm xúc'' và phù hợp với nhiều thể loại nhạc.
Anh bắt đầu được chú ý nhiều từ năm 2015 với bản cover ''Kokoronashi'' (心做し), được chú ý rộng rãi hơn với người hâm mộ quốc tế với bản cover năm 2018 ''Harehare ya'' (ハレハレャ)
Các bản cover của anh thường là giọng hát của Vocaloid Hatsune Miku và Vocaloid Flower.

## Danh sách đĩa hát

### Album
| STT     | Ngày phát hành           | Tiêu đề                       | Danh sách bài hát | Số sản phẩm tiêu chuẩn                                                                                        | Ghi chú |
| ------- | ------------------------ | ----------------------------- | --- | --- | --- |
| Sou 1st | Ngày 2 tháng 12 năm 2015 | Suisou Regulus (水奏レグルス) | Tổng cộng 15 bài hát 1. 右に曲ガール 2. 思春期少年少女 3. 疑心暗鬼 4. 恋愛裁判 5. 夏が終わる風の音 6. サリシノハラ 7. 未来景イノセンス 8. 新世界LIVE 9. ダーリンドール 10. ショパンと氷の白鍵 11. 虚空腹家の憂鬱 12. さかさシンドローム 13. あやとり 14. メリュー 15. StarCrew | QWCE-00525 | Người viết lời / Nhà soạn nhạc 1. はるふり 2. 砂粒 3. 梅とら 4. 40mP 5. ANDRIVEVOiz 6. みきとP 7. koyori 8. Orangestar 9. じっぷす 10. まふまふ 11. koyori 12. 19 -iku- 13. まふまふ 14. n-buna 15. 赤髪                  |
| Sou 2nd | Ngày 31 tháng 7 năm 2019 | Shinsou kara (深層から)       | Tổng cộng 13 bài hát 1. 愚者のパレード 2. トーキョーゲットー 3. ハングリーニコル 4. 鯰 5. flos 6. ノイド 7. シンソウ 8. 波に名前をつけること、僕らの呼吸に終わりがあること。 9. エリカ 10. グレイの海 11. Q 12. 心做し 13. 証として                                            | TYCT-69156 (Ấn bản giới hạn đầu tiên A) TYCT-69157 (Ấn bản giới hạn đầu tiên B) TYCT-69158 (phiên bản thường) | Người viết lời / Nhà soạn nhạc 1. Sou 2. Eve 3. 煮ル果実 4. 羽生まゐご※ 5. R Sound Design 6. Sou 7. 有形ランペイジ※ 8. こんにちは谷田さん 9. あめのむらくもP 10. Eve※ 11. 椎名もた 12. 蝶々P 13. 蝶々P※ （※は書き下ろし） |
| Sou 3rd | Ngày 22 tháng 6 năm 2022 | Solution                      | Tổng cộng 12 bài hát 1. よさそう 2. ワンダーライフ 3. トマドイリズム 4. スパークバグ 5. Mrs.ヒューズ 6. ラグランジュ 7. 大人になった 8. ユルシテ青蘭 9. ぎみぎみ 10. からから 11. sakura breeze [Sou×sekai] 12. 常夜灯                                                         | TYCT-60195 (Phiên bản thường) TYCT-69240 (Ấn bản giới hạn đầu tiên B) TYCT-69235 (Ấn bản giới hạn đầu tiên A) | Người viết lời / Nhà soạn nhạc 1. Chinozo 2. ちゃんみつ 3. 和ぬか 4. かいりきベア 5. てにをは 6. 伊根 7. 水野あつ 8. 羽生まゐご 9. 春野 10. x0o0x_ 11. ちゃんみつ 12. 川谷絵音                                            |

### EP
| STT        | Ngày phát hành           | Tiêu đề     | Danh sách bài hát | Số sản phẩm tiêu chuẩn              | Ghi chú |
| ---------- | ------------------------ | ----------- | --- | ----------------------------------- | --- |
| Sou 1st EP | Ngày 19 tháng 8 năm 2020 | Utopia - EP | Tổng cộng 7 bài hát 1. ミスターフィクサー (Mr. Fixer) 2. 悪者 3. クイニーアマンダ 4. インペリアルボーイ (Imperial Boy) 5. 善人じゃない 6. もう会えないと思う 7. タイトル未定 | TYCT-69173 (CD&DVD) TYCT-60159 (CD) | Người viết lời / Nhà soạn nhạc - Âm nhạc&Sắp xếp 1. Sou, RUCCA - Sou, Shiryu Kamiya 2. A_II - A_II 3. Niru Kajitsu - Niru Kajitsu 4. R Sound Design - R Sound Design 5. Ameno Murakumo P - Ameno Murakumo P 6. Picon - Picon 7. Sou, RUCCA - Sou, Shiryu Kamiya |

### Hợp tác sản xuất
EP
| STT | Ngày phát hành          | Tiêu đề                   | Danh sách bài hát | Số sản phẩm tiêu chuẩn | Ghi chú                                                      |
| --- | ----------------------- | ------------------------- | --- | ---------------------- | ------------------------------------------------------------ |
| 1st | Ngày 4 tháng 1 năm 2018 | Thế giới đã kết thúc - EP | Tổng cộng 6 bài hát 1. アイロスト 2. フォトンブルー 3. 22世紀の僕らは 4. 銀河録 5. ドリームレス・ドリームス 6. 世界が終わるのよ | MHW-001                | Tất cả các bài hát được viết và sáng tác bởi Harumaki Gohan. |

Album
| STT                | Ngày phát hành           | tiêu đề                                              | Danh sách bài hát | Số sản phẩm tiêu chuẩn                                                 | Ghi chú |
| ------------------ | ------------------------ | ---------------------------------------------------- | --- | ---------------------------------------------------------------------- | --- |
| Okaeritte ie 1st   | Ngày 11 tháng 8 năm 2016 | Sunflower                                            | |                                                                        | |
| SouxNayutalieN 1st | Ngày 27 tháng 9 năm 2017 | Một chuyến tàu làm mới đến những ngôi sao NayutalieN | Tổng cộng 13 bài hát 1. エイリアンエイリアン 2. 惑星ループ 3. 星の王子サマ 4. 彗星ハネムーン 5. 金星のダンス 6. 太陽系デスコ 7. アンドロメダアンドロメダ 8. ダンスロボットダンス 9. ミステリーサイクル 10. ロケットサイダー 11. 火星のララバイ 12. レグルス 13. (Bonus Track) 右に曲ガール -ナユタン星人 REMIX- | NYSO-001                                                               | 1-12 là lời bài hát và sáng tác của Alien Nayutan. 13 bài hát gốc là của Harufuri. |
| Sou x Eve 1st      | Ngày 28 tháng 2 năm 2018 | Blue                                                 | Tổng cộng 13 bài hát 1. 明星ギャラクティカ (Eve×Sou) 2. ナンセンス文学 (Sou) 3. 雨とペトラ (Eve) 4. チョコレートタウン (Sou) 5. Dr. (Eve) 6. おどりゃんせ (Eve×Sou) 7. 帝国少女 (Sou) 8. メーベル (Eve) 9. tig-hug (Sou) 10. 命ばっかり (Eve) 11. フェイク (Eve×Sou) 12. はくしの春 (Sou) 13. ハイタ (Eve×Sou)  | SNCL-10 (Phiên bản giới hạn đầu tiên) </br> SNCL-11 (phiên bản thường) | Người viết lời / Nhà soạn nhạc 1. ナユタン星人※ 2. Eve 3. バルーン 4. Eve※ 5. MI8k※ 6. ユリイ・カノン 7. R Sound Design 8. バルーン 9. sasakure.UK 10. ぬゆり 11. Eve※ 12. ぬゆり※ 13. ルワン （※は書き下ろし） |
| Okaeritte ie 2nd   | Ngày 22 tháng 9 năm 2018 | SUNRISE                                              | |                                                                        | |

### Đĩa đơn
- "SUMMER VERSE!!!"

(Ngày 25 tháng 7 năm 2018)
Bài hát hợp tác với Q-MHz
- "Mr. Fixer"

(Ngày 6 tháng 1 năm 2020)
Bài hát chủ đề OP cho anime truyền hình『ID:INVADED イド：インヴェイデッド』

## Sự tham gia ở các sản phẩm âm nhạc khác
Message From Sou
"#Ivpb -Ikemen Voice Paradise Best-" (năm 2015)
Gekijou Aika; Sainou Sampler
"Exit Tunes Presents Star" (năm 2015)
Seidenki Ningen; Hybird; Fuyuukan
"Exit Tunes Presents Palette" (năm 2016)
Tosho-shitsu no hon (図書室の本 - Sách trong thư viện)
"TRY'N ERROR" (ngày 12 tháng 11 năm 2017)
Đĩa đơn của Nishijima Sondai. Isubokuro phụ trách mix.
Tayutau Mama ni (たゆたうままに)
"Sena Touta" (ngày 10 tháng 8 năm 2018)
Album của Sena Wataru
AUBE
"Aurora" (năm 2018)
Meteor Tale
''ODYSSEY'' (năm 2019)
Album của UK Rampage
Sekaide Ichibanjanai Anatawoaishitara
"Sekaide Ichibanjanai Anatawoaishitara" (năm 2019)
Đĩa đơn của Hanyu Maigo
Turing Love (ED: Rikei ga Koi ni Ochita no de Shoumei shitemita)
"Turing Love feat.Sou/Piyo" (ngày 5 tháng 2 năm 2020)
Đĩa đơn của Nanawo Akari .
Turning love (feat.Sou) [Avec Avec Remic]
(ngày 3 tháng 6 năm 2020)
Turning love (feat.Sou) [TAKU INOUE Remix]
(ngày 1 tháng 7 năm 2020)

## Music Video

### MV
| Năm phát hành | Tiêu đề                                         | Album/EP       | Người minh họa             |
| ------------- | ----------------------------------------------- | -------------- | -------------------------- |
| 2015          | " Ayatori "                                     | Suisou regulus | Hidane x Lemonsoda Blue    |
| 2015          | "Âm thanh của gió khi mùa hè kết thúc "         | Suisou regulus | YUMENOSUKIMA               |
| 2016          | " Sách trong thư viện "                         |                | Nishijima Sondai           |
| 2017          | " Regulus "                                     |                | Danjoo Oozora              |
| 2018          | "Thế giới đã kết thúc "                         |                | Harumaki                   |
| 2018          | "Chocolate town"                                | Ao             | Numa                       |
| 2018          | ''Tayutau Mama ni''                             |                | Mitsuki Sanagi x Ame Kaede |
| 2019          | " Cuộc diễu hành của những kẻ ngu ngốc "        | Shinsou kara   | MONO-Devoid x sakiyama     |
| 2019          | " Noid "                                        | Shinsou kara   | MONO-Devoid x sakiyama     |
| 2019          | " Bằng chứng " (Akashitoshite)                  | Shinsou kara   | Nameko x Jiro Tobe         |
| 2020          | "Mr. Fixer''                                    | Utopia         | NAZ                        |
| 2020          | "Utopia"                                        | Utopia         | 2p1ex x Mily Kumagai       |
| 2020          | "Mou aenai to omou" (Tôi không thể gặp bạn nữa) | Utopia         | MONO-Devoid                |
| 2021          | "Yosasou"                                       | Solution       | Aruse                      |
| 2022          | "Sakura breeze" (feat. sekai)                   | Solution       |                            |
| 2022          | Tomadoi Rhythm                                  | Solution       | KAWASEMI                   |
| 2022          | Spark Bug                                       | Solution       | Roly                       |
| 2022          | Jouyatou                                        | Solution       | 飴屋エマ                   |

### Sự xuất hiện trong các MV khác
| Năm phát hành | Tiêu đề                                | Album                                 | Nghê sĩ | Tham gia với vai trò           | Chú thích   |
| ------------- | -------------------------------------- | ------------------------------------- | --- | ------------------------------ | ----------- |
| 2019          | World Domination                       |                                       | Mafumafu, Soraru, Tengetsu Amatsuki, Tomohisa Saka, Uratanuki, Shima, Sakata Senra, Araki, un: c, nqrse, luz, Eve | Vocal                          | Từ Hiki Fes |
| 2019          | Sekaide Ichibanjanai Anatawoaishitara  | Sekaide Ichibanjanai Anatawoaishitara | Hanyu Maigo | Vocal                          |             |
| 2020          | Turning Love                           | Turing Love feat.Sou/Piyo             | Nanawo Akari | Guest vocal                    |             |
| 2020          | Meteor Tale                            | ODYSSEY                               | UK Rampage | Vocal                          |             |
| 2020          | Alice in Musicland ・*✧Special Edition |                                       | DAZBEE | Guest vocal (The white rabbit) |             |

## Live

### Buổi biểu diễn trực tiếp một người (One-man Live)
| Năm biểu diễn | Tên sự kiện | Ngày biểu diễn  | Nơi diễn ra          |
| ------------- | ----------- | --------------- | -------------------- |
| 2019          | Salir       | Ngày 12 tháng 5 | Mynavi Akasaka BLITZ |

### Tour diễn một người (One-man Tour)
| Năm biểu diễn | Tên sự kiện                                                                                  | Ngày biểu diễn   | Nơi diễn ra            |
| ------------- | -------------------------------------------------------------------------------------------- | ---------------- | ---------------------- |
| 2019          | Tour diễn hè 2019 ''Phong cảnh nhìn từ sâu'' 「深層から見た景色」(Shinsou kara mita keshiki) | Ngày 1 tháng 8   | Nagoya Botomurain      |
| 2019          | Tour diễn hè 2019 ''Phong cảnh nhìn từ sâu'' 「深層から見た景色」(Shinsou kara mita keshiki) | Ngày 6 tháng 8   | Osaka BIGCAT           |
| 2019          | Tour diễn hè 2019 ''Phong cảnh nhìn từ sâu'' 「深層から見た景色」(Shinsou kara mita keshiki) | Ngày 19 tháng 8  | Shinagawa Stella       |
| 2019          | Biểu diễn bổ sung cho tour ''Phong cảnh nhìn từ sâu''                                        | Ngày 13 tháng 10 | Tokyo / Zepp DiverCity |
| 2022          | Tour diễn 2022 Solution                                                                      | Ngày 19 tháng 8  | ToyosuPIT              |
| 2022          | Tour diễn 2022 Solution                                                                      | Ngày 25 tháng 8  | Zepp OsakaBAYSIDE      |

### Online live
| Năm biểu diễn | Tên sự kiện            | Ngày công diễn  | Phát trên            | Phát trên  |
| Năm biểu diễn | Tên sự kiện            | Ngày công diễn  | Nhật Bản             | Nước ngoài |
| ------------- | ---------------------- | --------------- | -------------------- | ---------- |
| 2020          | Sou LIVE 2020 -UTOPIA- | Ngày 19 tháng 9 | Rakuten TV và Blinky | Blinky     |

### Sự xuất hiện ở các sự kiện khác
| Năm biểu diễn | Tên sự kiện                                                  | Bạn diễn | Ngày biểu diễn   | Nơi diễn ra          | Chú thích                 |
| ------------- | ------------------------------------------------------------ | --- | ---------------- | -------------------- | ------------------------- |
| 2018          | Eve x Sou Two-Man Live "Ao"                                  | Eve | Ngày 5 tháng 5   | YOKOHAMA BAY HALL    |                           |
| 2018          | Eve x Sou Two-Man Live "Ao"                                  | Eve | Ngày 29 tháng 8  | Zepp DiverCity TOKYO |                           |
| 2019          | Chúc mừng năm mới                                            | Wolpis Carter, Isubokuro                                                                                          | Ngày 1 tháng 1   | TOKYO DOME CITY HALL |                           |
| 2019          | Lễ hội Hiki - Tôi muốn có một lễ hội ngay cả với hikikomori! | Mafumafu, Soraru, Tengetsu Amatsuki, Tomohisa Saka, Uratanuki, Shima, Sakata Senra, Araki, un: c, nqrse, luz, Eve | Ngày 23 tháng 6  | Saitama Met Life     |                           |
| 2019          | ODYSSEY                                                      | 有形ランペイジ /, Cana sotte bosse, mami                                                                          | Ngày 15 tháng 12 | 吉祥寺 CLUB SEATA    | Sự kiện của sasasakure.UK |

## Bài hát cho sự kiện/chủ đề anime
| Bài hát         | Sự kiện/Chủ đề                                                          | Mùa  |
| --------------- | ----------------------------------------------------------------------- | ---- |
| VERSE SUMMER !! | Bài hát chủ đề cho " Học sinh trung học quốc gia: Shadoba Koshien 2018" | 2018 |
| Mr. Fixer       | Chủ đề mở đầu của anime truyền hình " ID: Invaded "                     | 2020 |